# Dale
Dale este primul single al Deliei lansat pe 16 iunie 2011 de pe albumul „Pe aripi de vânt”. Este o producție a celor de la FlyinState ce conține o linie melodică de flaut interpretată chiar de artistă. Lansarea a avut loc în premieră la radioul Kiss FM în timpul emisiunii „Kiss Kiss in The Mix”. Single-ul a ajuns repede un hit, intrând în primele 20 de piese ale Romanian Top 100, top în care a stat peste 20 de săptămâni.

## Videoclipul
Videoclipul a fost regizat de Spike și produs de Evil Twin Studio. A fost lansat pe 18 august 2011, fiind încărcat pe contul oficial al casei de discuri Cat Music de pe site-ul YouTube unde a strâns peste 16.000.000 de vizualizări.

## Performanța în topuri
Single-ul debutează în categoria românești a Media Forest România pe locul 6, cu un număr de 154 de difuzări la radio într-o săptămână. Cel mai sus, single-ul ajunge pe poziția a 5-a, loc câștigat cu un număr de 158 de difuzări. Acesta părăsește topul după cinci săptămâni.

## Topuri
| Clasament 2011             | Poziția |
| -------------------------- | ------- |
| România (Romanian Top 100) | 17      |
| România (Media Forest)     | 5       |

| Clasament 2011             | Poziția |
| -------------------------- | ------- |
| România (Romanian Top 100) | 90      |

## Lansările
| Țara    | Data          | Format           | Casă discuri |
| ------- | ------------- | ---------------- | ------------ |
| România | 16 iunie 2011 | Digital Download | Cat Music    |